# San Lorenzo alle Corti
San Lorenzo alle Corti è una località del comune italiano di Cascina, nella provincia di Pisa, in Toscana.

## Geografia fisica
San Lorenzo alle Corti è situato nella piana dell'Arno e si sviluppa a nord della strada statale 67 Tosco-Romagnola tra Pisa e Cascina. La località è inglobata nel tessuto della vasta area urbana di Pisa e confina senza soluzione di continuità con le frazioni di Montione a ovest, Zambra a nord, Casciavola a est e Visignano a sud.
La località dista circa 7 km dal capoluogo comunale e circa 8 km da Pisa.

## Storia
Il borgo di San Lorenzo alle Corti ha origini alto-medievali. Il toponimo è infatti da ricondursi alle "corti" (tenute) che i conti Della Gherardesca qui possedevano sin dal IX secolo. Inoltre, il paese era dotato di un approdo sull'Arno, il che favoriva il commercio e rendeva questa località una delle più vivaci dell'intero contado. Nel XIV secolo il piviere di San Lorenzo era uno dei più importanti del territorio, comprendendo nella propria giurisdizione ben diciotto chiese succursali: le chiese di Oratoio, Riglione, Visignano, Zambra, Pettori, Titignano, Ripoli, San Sisto al Pino, Musigliano e Montione – ancora esistenti – e quelle scomparse di San Quirico a Cirigliano, San Martino a Scorno, Santo Stefano a Scorno Minore, San Giovanni di Quarto e San Frediano di Grumulo.
La località contava 644 abitanti nel 1833, mentre oggi, con i suoi circa 3 600 abitanti, è uno dei centri abitati più popolosi del comune.

## Monumenti e luoghi d'interesse

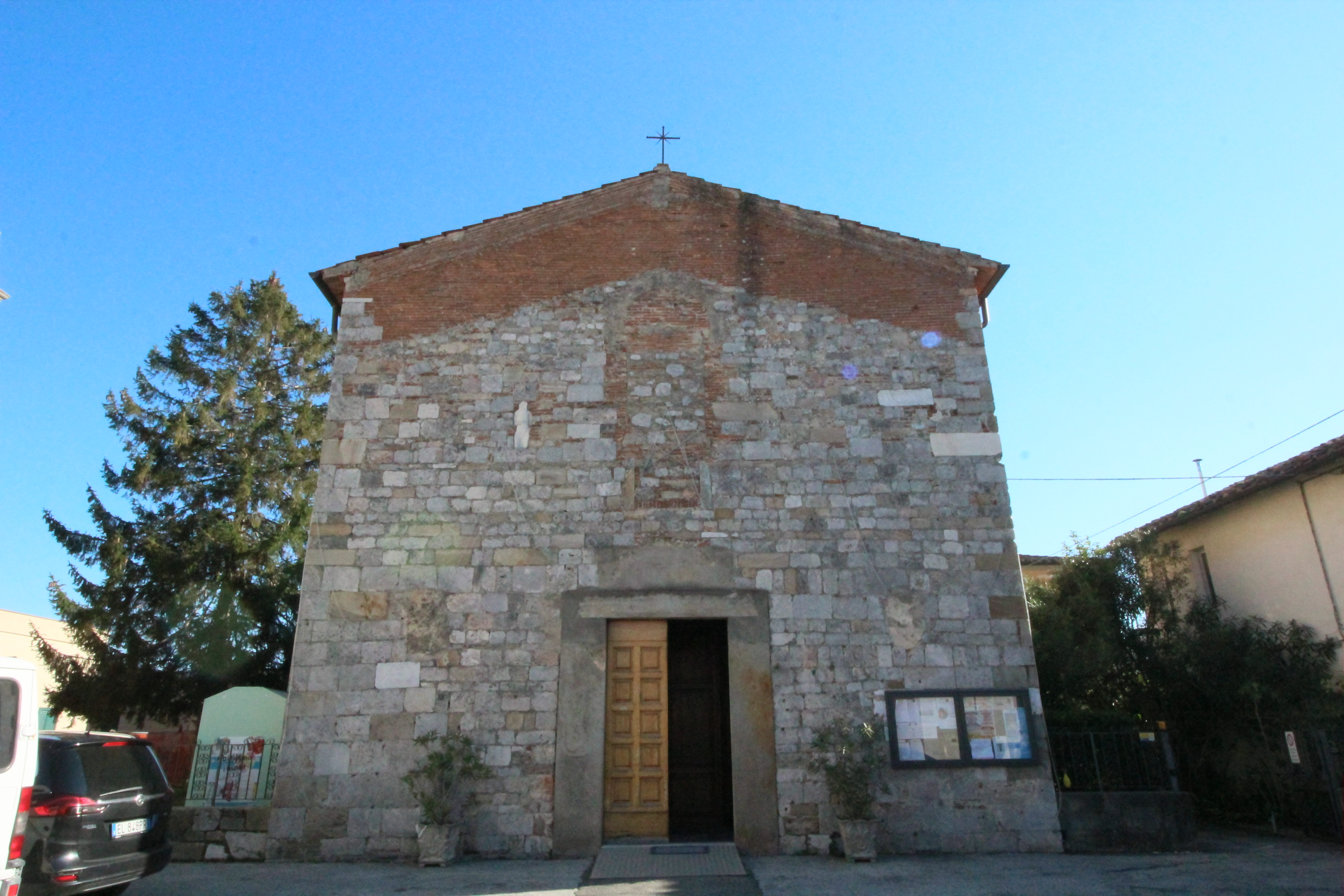
La pieve di San Lorenzo

### Architetture religiose
- Pieve di San Lorenzo, chiesa parrocchiale della località, si tratta di un'antica pieve alto-medievale. La chiesa è un edificio in stile romanico a navata unica e senza abside, mostra sulla facciata due riproduzioni di un'antica epigrafe che attribuisce l'edificazione della prima San Lorenzo all'anno pisano 1046, ossia al 1045. La chiesa fu gravemente danneggiata nelle inondazioni del 1333 causate dallo straripamento dell'Arno. In un'epigrafe è ricordato il dono della reliquia di un dente di san Lorenzo, ora murata all'interno della chiesa nella parete sinistra sotto la cantoria.[4]

### Architetture civili
- Villa Ruschi, risalente al XVII secolo, appartenne alla famiglia Ruschi ed è caratterizzata all'interno da un'ampia e lussuosa scala in pietra e marmo.[5]

- Villa Barasaglia, poi Gambini, lussuosa dimora che si nasconde tra le moderne case della località,[2] fu costruita nel 1818 in occasione delle nozze di Teresa Barasaglia con Gherardo Gherardi Del Testa.[5]